# María Andrea Giovine Yáñez
María Andrea Giovine Yáñez (Ciudad de México, 1 de noviembre de 1979) es una profesora, investigadora y traductora mexicana. Desde 2024 es la directora del Instituto de Investigaciones Bibliográficas (IIB) de la Universidad Nacional Autónoma de México (UNAM).

## Trayectoria
Giovine es licenciada en traducción por la Universidad Intercontinental, maestra en literatura comparada por la Facultad de Filosofía y Letras de la UNAM y doctora en Letras por esa misma institución. Es investigadora de tiempo completo en el IIB, mismo que preside desde 2024. Sus líneas de trabajo versan sobre la relación entre la poesía y las artes visuales, el arte contemporáneo y los soportes de escritura, entre otros temas. Ha traducido 120 libros al español desde el inglés, el francés y el italiano.Dentro de sus labores de investigación ha hecho estancias en las Biblioteca Nacional de Francia, la Biblioteca Nacional Central de Roma y el Tate Modern.

## Obras
- Ver para leer (2015).

## Premios y reconocimientos
- Integrante del Sistema Nacional de Investigadores de México, nivel II
- Reconocimiento Distinción Universidad Nacional para Jóvenes Académicos de la UNAM, 2012
- Medalla Alfonso Caso, 2007